# Њу Франклин (Мисури)
Њу Франклин (енгл. New Franklin) град је у америчкој савезној држави Мисури.

## Демографија
По попису из 2010. године број становника је 1.089, што је 56 (-4,9%) становника мање него 2000. године.
| Група             | 2000.         | 2010.         |
| Белци             | 1.092 (95,4%) | 1.019 (93,6%) |
| Афроамериканци    | 11 (1,0%)     | 17 (1,6%)     |
| Азијати           | 0 (0,0%)      | 1 (0,1%)      |
| Хиспаноамериканци | 24 (2,1%)     | 14 (1,3%)     |
| Укупно            | 1.145         | 1.089         |